# Anacardium nanum
O cajueiro-do-campo (Anacardium nanum), também conhecida pelos nomes vulgares de cajuí, cajurana e caju-rasteiro, é uma planta subarbustiva nativa do Brasil, ocorrendo em Minas Gerais e São Paulo. Tem folhas obovadas. As suas flores são brancas. O pedúnculo dos frutos é carnoso, amarelo, doce e de pequenas dimensões, sendo usado para fazer compotas.